# 藤信初子
藤信 初子（ふじのぶ はつこ、1918年（大正7年）12月6日 - 2017年7月1日）は、日本の浪曲の曲師。兵庫県尼崎市出身。本名、藤信 初子。

## 人物
兵庫県尼崎市の生まれ、父が浪曲師の吉田音丸だった関係で子供の頃から浪曲で舞台に立つ。
1935年に正式に曲師の一風亭今子の門下になり一風亭今若を名乗り同年天満国光で初舞台。1944年に浪曲師の京山幸天と結婚し芸名・本名を藤信初子と改名。戦後は中山礼子の曲師をしたのち、初代京山幸枝若や夫・幸天の曲師として活躍。幸枝若の曲師を務める際は小池菊江との二丁三味をやった。その後30年にわたり幸枝若の曲師として活躍。幸枝若没後は松浦四郎若や天龍三郎の曲師を務めた。晩年は足腰が弱くなり舞台の回数も減ったが一心寺で三郎が浪曲を披露する際は必ず参加していた。
2010年6月にABCラジオの米朝よもやま噺に出演し浪曲に対する思いや初代京山幸枝、初代京山幸枝若の思い出等を語った。
2017年7月1日、老衰のため死去。98歳没。
弟子には一風亭初月がいる。